# Diego Domínguez Jr.
Diego Domínguez (nacido el 17 de abril de 2000) es un piloto de rally paraguayo. Compite en las series WRC 3 y JWRC con Rogelio Peñate como lector de mapas.
En la temporada 2023, Domínguez ganó en la clase WRC 3 en carreras en México, Kenia y Grecia. En el rally de Chile sufrió una falla técnica, donde Roope Korhonen ganó el campeonato de la serie WRC 3.